# Lilla Höljen
Lilla Höljen är en våtmark,, tidigare sjö i Oskarshamns kommun i Småland och ingår i Viråns huvudavrinningsområde.